# 抛光溪蟹属
抛光溪蟹属（学名：Xestomon）是溪蟹科下的一个属。

## 下属物种
本属包括以下物种：
- Xestomon tacu Pkl Ng, 2021